# Xenobalistes tumidipectoris
Xenobalistes tumidipectoris är en fiskart som beskrevs av Keiichi Matsuura 1981. Xenobalistes tumidipectoris ingår i släktet Xenobalistes och familjen tryckarfiskar. Inga underarter finns listade i Catalogue of Life.